# West Indies Cricket Team in Indien in der Saison 2011/12
Die Tour der indischen Cricket-Nationalmannschaft nach Indien in der Saison 2011/12 fand vom 6. November bis zum 11. Dezember 2011 statt. Die internationale Cricket-Tour war Bestandteil der Internationalen Cricket-Saison 2011/12 und umfasste drei Tests und fünf ODIs. Indien gewann die Test-Serie 2–0 und die ODI-Serie 4–1.

## Vorgeschichte
Indien spielte zuvor eine Tour gegen England, die West Indies in Bangladesch. Die letzte Tour der beiden Mannschaften gegeneinander fand in der Saison 2011 in den West Indies statt.

## Stadien
Die folgenden Stadien wurden für die Tour als Austragungsort vorgesehen und am 18. Oktober 2011 bekanntgegeben.
| Stadion       | Stadt                     | Kapazität | Spiele  |
| ------------- | ------------------------- | --------- | ------- |
| Ahmedabad     | Sardar Patel Stadium      | 54.000    | 3. ODI  |
| Chennai       | M. A. Chidambaram Stadium | 46.000    | 5. ODI  |
| Cuttack       | Barabati Stadium          | 45.000    | 1. ODI  |
| Delhi         | Feroz Shah Kotla          | 48.000    | 1. Test |
| Indore        | Holkar Stadium            | 30.000    | 4. ODI  |
| Kolkata       | Eden Gardens              | 82.000    | 2. Test |
| Mumbai        | Wankhede Stadium          | 33.000    | 3. Test |
| Visakhapatnam | ACA-VDCA Cricket Stadium  | 30.000    | 2. ODI  |

## Kaderlisten
Indien benannte seinen Test-Kader am 28. Oktober und seinen ODI-Kader am 25. November 2011.
Die West Indies benannten ihren Test-Kader am 1. November und seinen ODI-Kader am 17. November 2011.
| Test | Test | ODI | ODI |
| Indien | West Indies | Indien | West Indies |
| --- | --- | --- | --- |
| - Mahendra Singh Dhoni (K & wk) - Varun Aaron - Ravichandran Ashwin - Rahul Dravid - Gautam Gambhir - Virat Kohli - VVS Laxman - Pragyan Ojha - Ajinkya Rahane - Virender Sehwag - Rohit Sharma - Ishant Sharma - Rahul Sharma - Yuvraj Singh - Sachin Tendulkar - Umesh Yadav | - Darren Sammy (K) - Adrian Barath - Carlton Baugh (wk) - Devendra Bishoo - Kraigg Brathwaite - Darren Bravo - Shivnarine Chanderpaul - Fidel Edwards - Kirk Edwards - Kieran Powell - Denesh Ramdin (wk) - Ravi Rampaul - Kemar Roach - Marlon Samuels - Shane Shillingford | - Virender Sehwag (K) - Varun Aaron - Ravichandran Ashwin - Gautam Gambhir - Ravindra Jadeja - Virat Kohli - Praveen Kumar - Vinay Kumar - Abhimanyu Mithun - Parthiv Patel (wk) - Irfan Pathan - Ajinkya Rahane - Suresh Raina - Rahul Sharma - Rohit Sharma - Manoj Tiwary - Umesh Yadav | - Darren Sammy (K) - Adrian Barath - Darren Bravo - Danza Hyatt - Anthony Martin - Jason Mohammed - Sunil Narine - Kieron Pollard - Kieran Powell - Denesh Ramdin (wk) - Ravi Rampaul - Andre Russell - Kemar Roach - Marlon Samuels - Lendl Simmons |

## Tests

### Erster Test in Delhi
| 6. – 10. November Scorecard | Delhi | West Indies 304 (108.2) & 180 (57.3) | – | Indien 209 (52.5) & 276-5 (80.4) |
|                             |       | Indien gewinnt mit 5 Wickets         |   |                                  |

### Zweiter Test in Kolkata
| 14. – 18. November Scorecard | Kolkata | Indien 631-7d (151.2) & 463 (126.3)          | – | West Indies 153 (48) |
|                              |         | Indien gewinnt mit einem Innings und 15 Runs |   |                      |

### Dritter Test in Mumbai
| 22. – 26. November Scorecard | Mumbai | West Indies 590 (184.1) & 134 (57.2) | – | Indien 482 (135.4) & 242-9 (64) |
|                              |        | Remis                                |   |                                 |

Es war erst der zweite Test überhaupt der mit einem Remis endete und beide Mannschaften die gleiche Zahl an Runs aufwiesen. Der erste Test fand in der Saison 1996 bei der Tour Englands in Simbabwe statt.

## One-Day Internationals

### Erstes ODI in Cuttack
| 29. November Scorecard | Cuttack | West Indies 211-9 (50)      | – | Indien 213-9 (48.5) |
|                        |         | Indien gewinnt mit 1 Wicket |   |                     |

### Zweites ODI in Visakhapatnam
| 2. Dezember Scorecard | Visakhapatnam | West Indies 269 (50)         | – | Indien 270-5 (48.1) |
|                       |               | Indien gewinnt mit 5 Wickets |   |                     |

### Drittes ODI in Ahmedabad
| 5. Dezember Scorecard | Ahmedabad | West Indies 260-5 (50)          | – | Indien 244 (46.5) |
|                       |           | West Indies gewinnt mit 16 Runs |   |                   |

### Viertes ODI in Indore
| 8. Dezember Scorecard | Indore | Indien 418-5 (50)           | – | West Indies 265 (49.2) |
|                       |        | Indien gewinnt mit 153 Runs |   |                        |

Dem Inder Virender Sehwag gelang in diesem Spiel ein Rekord für die meisten Runs in einem ODI. Ihm gelangen 219 Runs aus 149 Bällen. Es war erst der zweite Double-Century in einem ODI.

### Fünftes ODI in Chennai
| 11. Dezember Scorecard | Chennai | Indien 267-6 (50)          | – | West Indies 233 (44.1) |
|                        |         | Indien gewinnt mit 34 Runs |   |                        |

## Statistiken
Die folgenden Cricketstatistiken wurden bei dieser Tour erzielt.
| Tests               | Tests       | Tests   | Tests   | Tests   | Tests   | Tests   | Tests   | Tests   |
| Batting             | Batting     | Batting | Batting | Batting | Batting | Batting | Batting | Batting |
| Spieler             | Mannschaft  | Spiele  | Innings | Runs    | Average | HS      | 100s    | 50s     |
| ------------------- | ----------- | ------- | ------- | ------- | ------- | ------- | ------- | ------- |
| Darren Bravo        | West Indies | 3       | 6       | 404     | 67,33   | 166     | 2       | 0       |
| Rahul Dravid        | Indien      | 3       | 5       | 319     | 63,80   | 119     | 1       | 2       |
| VVS Laxman          | Indien      | 3       | 5       | 298     | 99,33   | 176*    | 1       | 1       |
| Virender Sehwag     | Indien      | 3       | 5       | 245     | 49,00   | 60      | 0       | 3       |
| Kirk Edwards        | West Indies | 3       | 6       | 227     | 37,83   | 86      | 0       | 2       |
| Bowling             |             |         |         |         |         |         |         |         |
| Spieler             | Mannschaft  | Spiele  | Overs   | Wickets | Average | BBI     | 5W      | 10W     |
| Ravichandran Ashwin | Indien      | 3       | 170     | 22      | 22,90   | 6/47    | 2       | 0       |
| Pragyan Ojha        | Indien      | 3       | 172.2   | 20      | 22,50   | 6/47    | 2       | 0       |
| Umesh Yadav         | Indien      | 2       | 50.3    | 9       | 21,22   | 4/80    | 0       | 0       |
| Darren Sammy        | West Indies | 3       | 75      | 9       | 34,77   | 3/35    | 0       | 0       |
| Ravi Rampaul        | West Indies | 2       | 65.3    | 8       | 28,62   | 3/56    | 0       | 0       |

| ODIs            | ODIs        | ODIs    | ODIs    | ODIs    | ODIs    | ODIs    | ODIs    | ODIs    |
| Batting         | Batting     | Batting | Batting | Batting | Batting | Batting | Batting | Batting |
| Spieler         | Mannschaft  | Spiele  | Innings | Runs    | Average | HS      | 100s    | 50s     |
| --------------- | ----------- | ------- | ------- | ------- | ------- | ------- | ------- | ------- |
| Rohit Sharma    | Indien      | 5       | 5       | 305     | 76,25   | 95      | 0       | 3       |
| Virender Sehwag | Indien      | 4       | 4       | 265     | 66,25   | 219     | 1       | 0       |
| Virat Kohli     | Indien      | 5       | 5       | 243     | 60,75   | 117     | 1       | 1       |
| Kieron Pollard  | West Indies | 5       | 5       | 199     | 39,80   | 119     | 1       | 0       |
| Denesh Ramdin   | West Indies | 5       | 5       | 164     | 32,80   | 96      | 0       | 1       |
| Bowling         |             |         |         |         |         |         |         |         |
| Spieler         | Mannschaft  | Spiele  | Overs   | Wickets | Average | BBI     | 5W      | 10W     |
| Ravindra Jadeja | Indien      | 5       | 49      | 9       | 23,77   | 3/34    | 0       | 0       |
| Kemar Roach     | West Indies | 5       | 48      | 9       | 30,44   | 3/46    | 0       | 0       |
| Umesh Yadav     | Indien      | 3       | 27      | 6       | 24,33   | 3/38    | 0       | 0       |
| Ravi Rampaul    | West Indies | 3       | 27.5    | 6       | 30,83   | 4/57    | 0       | 0       |
| Vinay Kumar     | Indien      | 4       | 28      | 5       | 28,60   | 2/39    | 0       | 0       |

## Player of the Series
Als Player of the Series wurden die folgenden Spieler ausgezeichnet.
| Serie | Player of the Series |
| ----- | -------------------- |
| Test  | Ravichandran Ashwin  |
| ODI   | Rohit Sharma         |

### Player of the Match
Als Player of the Match wurden die folgenden Spieler ausgezeichnet.
| Spiel   | Player of the Match |
| ------- | ------------------- |
| 1. Test | Ravichandran Ashwin |
| 2. Test | VVS Laxman          |
| 3. Test | Ravichandran Ashwin |
| 1. ODI  | Rohit Sharma        |
| 2. ODI  | Virat Kohli         |
| 3. ODI  | Ravi Rampaul        |
| 4. ODI  | Virender Sehwag     |
| 5. ODI  | Manoj Tiwary        |